# Алкин, Сеид-Гирей Шагиахметович
Сеид-Гирей Шагиахтарович Алкин (1867—1919) — присяжный поверенный, депутат Государственной думы I созыва от Казанской губернии.

## Биография
Родился в 1867 году (13 или 16 июля) в татарской дворянской семье мурзы. Его отец, Шаги-Ахмет Мухаметов (Алексей Михайлович), происходил из обер-офицерских детей мусульманского вероисповедания, в 1826 году вступил в службу в Казанское губернское правление копиистом; затем был подканцеляристом, канцеляристом, в 1830 году получил чин коллежского регистратора; с 1833 года — частный пристав 2-й части г. Казани, с 1836 — частный пристав 1-й части г. Казани; получил чин коллежского советника и орден Св. Анны 3-й степени. Был женат первым браком (?) на дочери титулярного советника Габиде Ибрагимовне Ахмеровой, вторым браком (?) — на Хусни Зямал Курбангалеевой. Имел в Казани каменный двухэтажный дом и деревянный дом на каменном фундаменте. Умер около 1889 года. 
По определению Казанского дворянского депутатского собрания от 17 мая 1841 г. род Алкиных был внесён в III часть дворянской родословной книги Казанской губернии, утверждён указом Герольдии от 12 сентября 1847 года.
В 1887 году окончил 1-ю Казанскую мужскую гимназию и 4 семестра учился на медицинском факультете Казанского университета. Перешёл на юридический факультет, который окончил в 1893 году с дипломом 1-й степени. В 1893—1896 годах — кандидат на судебные должности в Казанском окружном суде. В 1898 году стал адвокатом. Стал первым присяжным поверенным из числа казанских татар. В 1905—1906 годах преподавал курс права в медресе «Мухаммадия». 
Унаследовал деревянный и каменный дома в Казани и, совместно с тремя братьями и тремя сёстрами, 1281 десятину земли в Мамадышском уезде Казанской губернии.

### Общественная деятельность
- С ноября 1902 действительный член Казанского юридического общества при Казанском университете.
- С 1902 Почётный попечитель Казанской татарской учительской школы.
- С 1903 гласный Казанской городской думы. Работал в её комиссиях: юридической, училищной, театральной.
- Член казанского Воинского присутствия.
- В январе 1904 вошёл в состав юбилейной комиссии по празднованию 100-летия Казанского университета.
- Член Попечительного совета Казанского коммерческого училища.
- Член Педагогического совета Казанского реального училища.
- Член Казанского губернского комитета Конституционно-демократической партии.
- Один из основателей и активный участник Союза мусульман, член его Центрального комитета.
- В 1905—1906 делегат 1-го, 2-го и 3-го Всероссийских мусульманских съездов. Один из лидеров мусульманских либералов.
- Один из организаторов партии «Иттифак аль-Муслимин» (Союз мусульман), на её 3-м съезде (август 1906, Нижний Новгород) избран членом её Центрального Комитета.
- Первым добился права издавать газету на татарском языке — «Казан Мухбири» («Казанский вестник»)[5][6], её редактор в 1905—1911. Газета являлась органом Мусульманского союза, получала значительную материальную и моральную поддержку от либерально настроенных слоёв татарского общества.
- В 1907—1908 издавал либеральную газету «Эхбар» («Новости»).

Придерживаясь либеральных взглядов, выступал за политическое и культурное развитие татарского народа. Участвовал в составлении петиций и обращений к властям, в татарских депутациях в Санкт-Петербург.

### В Первой Думе
14 апреля 1906 избран в I-ю Государственную Думу от общего состава выборщиков Казанского губернского избирательного собрания. Входил в Конституционно-демократическую фракцию, содействовал объединению депутатов-мусульман в отдельную Мусульманскую фракцию. Избран членом бюро мусульманской фракции (председатель Топчибашев). Член комиссии по гражданскому равенству и аграрной комиссии. Докладчик 11-го отдела Думы по проверке прав её членов.

### После роспуска Думы

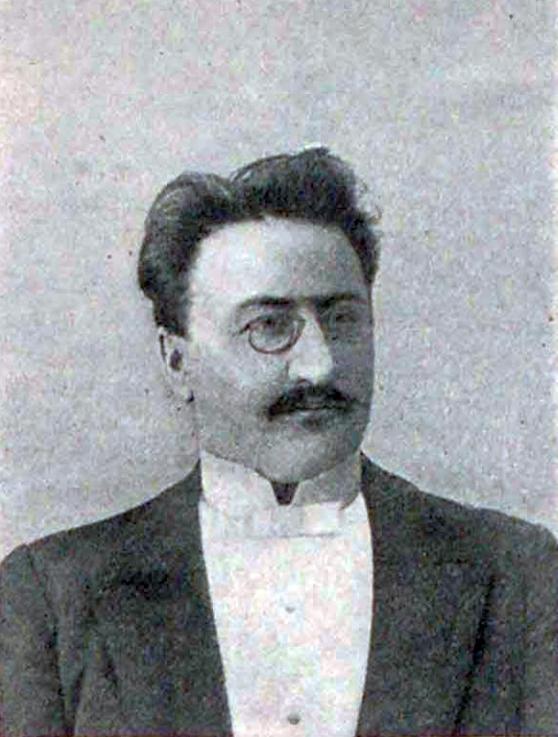
С.-Г. Алкин, 1906

10 июля 1906 года в г. Выборге, протестуя против разгона Думы, подписал вместе с ещё 8 членами мусульманской фракции «Выборгское воззвание» и осуждён по ст. 129, ч. 1, п .п. 51 и 3 Уголовного Уложения, приговорён к 3 месяцам тюрьмы и лишению избирательных прав.
С 29 декабря 1906 отстранён от адвокатской практики на время судебного разбирательства и тюремного заключения (отбывал его в Казани в 1908).
Осенью 1910 вернулся к занятиям адвокатурой. С конца 1900-х годов сотрудничал в органе казанских либералов — газете «Камско-Волжская речь». Делегат от Казани на мусульманском съезде (июнь 1914, Санкт-Петербург), посвящённом вопросам реформирования религиозного управления. Участник Всероссийского съезда представителей мусульманских общественных организаций (декабрь 1914, Петроград). Был избран кандидатом в члены Временного мусульманского комитета по оказанию помощи воинам и их семьям.

### После Февральской революции
- Избран в состав Временного центрального бюро мусульман России (март 1917).
- Член Мусульманского совета («Милли шуро») в Казани.
- Сотрудник печатного органа Мусульманского совета — газеты «Курултай» («Съезд»).
- Участник подготовки и работы 1-го Всероссийского съезда мусульман России (1-11.5.1917, Москва). Выступил там с докладом об основах культурно-национальной автономии.

С осени 1917 отошёл от политической деятельности.
После октября 1917 подвергался кратковременному аресту, освобождён после протеста коллег-юристов. Участвовал в преобразовании судебной системы в Казанской губернии; народный судья в 5-й части Казани. В апреле 1919 уволен из Общего подотдела Казанского губернского отдела юстиции.

## Семья
Женат, имел четверых сыновей. Среди них:
- Ильяс Саидгиреевич (28.11.1895, Казань — 9.05.1938, Москва), меньшевик, позднее эсер, член Учредительного собрания. С 1919 года в РКП(б). Арестован в 1937, расстрелян, реабилитирован[7].
- Джангир Саидгиреевич (1897—1919)[4]

Отец — Шаги-Ахмет Алкин
- Брат — Ибнуямин также организатор мусульманских съездов, член Иттифак аль-Муслимин (союза мусульман)
- Сестра — Мех-Первез замужем за Махмутом Шейх-Али (1835—около 1929), генерал-майором.

Вторая жена отца  Хусниямал урождённая Арсаева, 17-лет, дочь купца
- Единокровная сестра — Хадича (1861—?), в 1879 вышла замуж за Шагбаз-Гирея Измайловича Ахмерова, инспектора татарской учительской школы.
- Единокровная сестра — Зулейха

### Архивная литература
- Национальный архив Республики Татарстан. Фонд 977. Опись Л./д. Дело.31305; Фонд 41. Опись 8. Дело 344; Фонд 51. Опись 1. Дело 316;
- Российский государственный исторический архив. Фонд 1278. Опись 1 (1-й созыв). Дело 28. Лист 17; Фонд 1327. Опись 1.1905 г. Дело 141. Лист 71.